# Otto Friedrich Müller
Otto Friedrich (eller: Frederik) Müller (født 2. marts 1730 i København, død 26. december 1784) var en dansk naturforsker.
1748 blev Müller dimitteret til Universitetet, hvor han først studerede teologi, senere jura, men ikke før 1760 blev juridisk kandidat. Grunden hertil var, at han af økonomiske grunde havde været nødt til samtidig at undervise, og han havde da 1753 haft det held at blive ansat som huslærer for den afdøde statsministers, grev Schulins, søn på Frederiksdal.
Hans interesse for naturvidenskabelige studier fik rig næring på dette sted, hvor han påbegyndte en række undersøgelser, som senere skulle gøre ham berømt. 1764 udgav han sin Fauna insectorum Fridrichsdalina, der beskriver de derpå egnen fundne insekter; kort efter fulgte han greven på en lang udenlandsrejse til Mellem- og Sydeuropa og fik herved lejlighed til at stifte bekendtskab med mange af datidens fremragende zoologer og træde i forbindelse med udenlandske akademier, der optog ham som medlem. Noget efter sin hjemkomst udgav han Flora Fridrichsdalina, en beskrivelse af planterne ved Frederiksdal.
Derefter trådte han i statens tjeneste, blev 1769 kancelliråd, 1771 arkivsekretær i det norske kammer, men kunne allerede 1773, som følge af et rigt giftermål, opgive denne stilling for udelukkende at drive sine studier. Også i anden henseende blev dette ægteskab af betydning for ham; igennem sin kone blev han ejer af en gård ved Drøbak i Norge og tilbragte i årene 1773-78 en betydelig tid optaget af med skraber at indsamle havdyr i Christianiafjord.
Som videnskabelig forfatter var han meget virksom; foruden talrige mindre tidsskriftartikler udgav han således 1771 Von Würmern des süssen und salzigen Wasser, hvori han behandler de ham bekendte børsteorme, og 1773 Vermium terrestrium et fluviatilium historia, der indeholder vigtige oplysninger om en mængde lavere dyreformer; endvidere udkom 1781 Hydrachnæ, en vigtig monografi af de danske vandmider, samt 1785 Entomostraca, et arbejde, der på grund af de mange her for første gang beskrevne former og den klare skelnen mellem de forskellige hovedgrupper blev epokegørende for studiet af småkrebsene.
Værdifuldt for sin tid var også det 1785 udgivne Animaleula infusoria; det var datidens fyldigste beskrivelse af de som infusionsdyr betegnede, men i øvrigt ret forskelligartede, mikroskopiske væsener. I de senere år var Müller stærkt optaget af et stort værk Zoologia Danica, der skulle udgives af staten og efterhånden give billeder og beskrivelser af alle danske dyr. Som en forløber for dette værk udsendte han 1776 Zoologiæ Danicæ Prodromus, hvori alle kendte danske (og norske) dyr er opregnede og kort beskrevne; derefter fulgte 1777 og 1786 2 foliobind af selve værket, hvert med 40 tavler. Senere hen, 1789 og 1806, udkom vel endnu 2 bind, til dels udarbejdede på grundlag af Müllers forarbejder, men herefter opgaves værket som uigennemførligt. Foruden som zoolog har Müller også virket noget som botaniker, uden dog på dette område at efterlade sig dybere spor.